# Nhân khẩu Nga
Nhân khẩu Nga là về các đặc điểm nhân khẩu học của dân số Liên bang Nga bao gồm tăng trưởng dân số, mật độ dân số, thành phần dân tộc, trình độ học vấn, y tế, tình trạng kinh tế và các khía cạnh khác.
Kể từ ngày 1 tháng 1 năm 2018, dân số của Nga là 144.530.031 không bao gồm krym và Sevastopol, phần phụ lục của họ không được công nhận bởi hầu hết các thành viên Liên Hợp Quốc. Bao gồm krym và Sevastopol, dân số là 146.526.636 tính đến ngày 1 tháng 1 năm 2018. So với năm trước, dân số ở Nga tăng 76.060, kết quả của việc tăng di cư ròng 211.878 và mất dân số tự nhiên là 135.818. Khoảng 77% dân số sống ở Nga châu Âu, trong khi 23% sống ở khu vực châu Á
Mật độ dân số là 8,58 người/km 2 (2018). Dân số phân bố cực kỳ không đồng đều: 68,36% người Nga sống ở khu vực châu Âu của Nga, chiếm 20,82% lãnh thổ. Mật độ dân số của Nga châu Âu là 27 người/km² và châu Á - 3 người/km². Trong số các đối tượng của liên đoàn, mật độ dân số lớn nhất được đăng ký tại Moskva - hơn 4626 người/km², nhỏ nhất - ở Khu tự trị Chukotka - dưới 0,07 người/km².
Dân số thành thị là 80,9% (2018). Tính đến ngày 1 tháng 1 năm 2017, 170 thành phố có dân số hơn 100 nghìn người. Trong đó, 16 thành phố có dân số hơn một triệu người. Năm 2013, Nga đã trải qua sự gia tăng dân số tự nhiên đầu tiên kể từ năm 1991, lên tới 22.700 người. Với nhập cư, dân số tăng 294.500.
Tính đến năm 2017, TFR của Nga có 1,62 trẻ em sinh ra/phụ nữ thuộc nhóm cao nhất ở Đông, Nam và Trung Âu. Năm 2013, Nga đã trải qua sự gia tăng dân số tự nhiên đầu tiên kể từ năm 1990 ở mức 22.700.
Theo điều tra dân số năm 2010, người dân tộc Nga chiếm 81% tổng dân số. Chia sẻ này vẫn ổn định trong vài thập kỷ qua. Sáu dân tộc khác có dân số hơn 1 triệu người - Người Tatars (3,9%), Ukraina (1,4%), Bashkir (1,1%), Chuvash (1%), Người Chechnya (1%) và Armenia (0,9%). Tổng cộng, 160 nhóm dân tộc khác nhau sống trong biên giới của Liên bang Nga.
Mật độ dân số của Nga là 8.4 người trên mỗi km vuông (22 dặm vuông), khiến nước này trở thành một trong những quốc gia có dân cư thưa thớt nhất thế giới. Dân số dày đặc nhất ở khu vực châu Âu của đất nước, với khí hậu ôn hòa hơn, tập trung ở Moskva và Sankt Peterburg. 74% dân số là người thành thị, biến Nga thành một quốc gia có mức độ đô thị hóa cao.

## Xu hướng

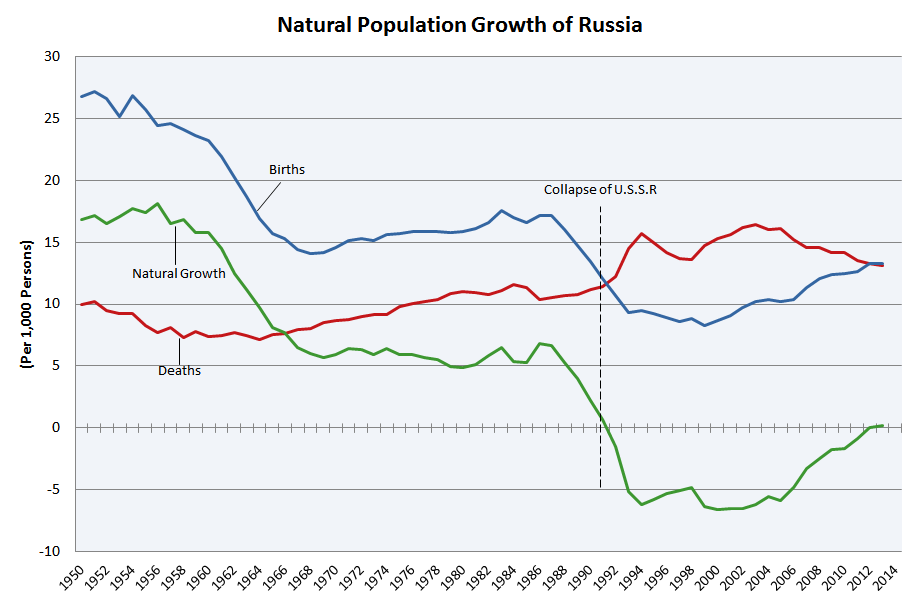
Tăng trưởng dân số tự nhiên của Nga kể từ năm 1950.
Tỉ lệ sinh
Tỉ lệ tử vong
Tốc độ tăng trưởng tự nhiên

Dân số Nga đạt đỉnh 148.689.000 vào năm 1991, ngay trước khi Liên Xô tan rã. Tỷ lệ sinh thấp và tỷ lệ tử vong cao bất thường khiến dân số Nga giảm với tỷ lệ 0,5% hàng năm, tương đương khoảng 750.000 đến 800.000 người mỗi năm từ giữa những năm 1990 đến giữa những năm 2000. Liên Hợp Quốc cảnh báo vào năm 2005 rằng dân số Nga khoảng 143 triệu người sau đó có thể giảm một phần ba vào năm 2050, nếu xu hướng không được cải thiện. Năm 2018, Liên Hợp Quốc dự đoán rằng dân số Nga sẽ giảm xuống còn 132 triệu vào năm 2050.
Sự suy giảm đã chậm lại đáng kể vào cuối những năm 2000 và năm 2009, Nga đã ghi nhận mức tăng dân số lần đầu tiên sau 15 năm, thêm 23.300. Những lý do chính cho sự tăng trưởng dân số chậm hiện nay là cải thiện chăm sóc sức khỏe, thay đổi mô hình sinh sản ở phụ nữ trẻ, di cư giảm và dòng người nhập cư ổn định từ các nước thuộc Liên Xô cũ. Năm 2012, dân số Nga tăng thêm 292.400.
Số người Nga sống trong nghèo đói đã giảm 50% kể từ cuộc khủng hoảng kinh tế sau khi Liên Xô tan rã, và nền kinh tế cải thiện có tác động tích cực đến tỷ lệ sinh thấp của đất nước. Tỷ lệ sinh sau tăng từ mức thấp nhất là 8,27 lần sinh trên 1000 người vào năm 1999 lên 13,3 trên 1000 vào năm 2014. Tương tự, tỷ lệ sinh tăng từ mức thấp nhất là 1.157 năm 1999 lên 1.777 vào năm 2015. Đánh dấu mức tăng trưởng cao nhất về tỷ lệ sinh đất nước đã chứng kiến trong 25 năm và năm 2009 đánh dấu tổng tỷ lệ sinh cao nhất kể từ năm 1991.
Mặc dù tỷ lệ sinh ở Nga tương đương với các nước phát triển, nhưng tỷ lệ tử vong của nó cao hơn nhiều, đặc biệt là ở nam giới trong độ tuổi lao động do tỷ lệ tử vong tương đối cao do bệnh tim và các nguyên nhân bên ngoài khác như tai nạn. Tỷ lệ tử vong của Nga năm 2010 là 14,3 trên 1000 công dân.
Nguyên nhân của sự gia tăng mạnh về tỷ lệ tử vong này đang được tranh luận rộng rãi. Theo báo cáo năm 2009 của The Lancet, một tạp chí y học của Anh, tư nhân hóa đại chúng, một yếu tố của gói cải cách kinh tế có biệt danh là liệu pháp sốc, rõ ràng tương quan với tỷ lệ tử vong cao hơn. Báo cáo lập luận rằng những người ủng hộ cải cách kinh tế đã bỏ qua chi phí nhân lực cho các chính sách mà họ đang thúc đẩy, như thất nghiệp và đau khổ của con người, dẫn đến cái chết sớm. Những kết luận này đã bị Nhà kinh tế phê phán. Một WHO thông cáo báo chí vào năm 2000, mặt khác, báo cáo lạm dụng rượu phổ biến ở Nga được sử dụng như là lời giải thích phổ biến nhất về tỷ lệ tử vong cao hơn ở nam giới. Một nghiên cứu năm 2008 cho kết quả rất giống nhau.
Một nghiên cứu năm 2009 đổ lỗi cho rượu gây ra hơn một nửa số người chết (52%) trong số những người Nga từ 15 đến 54 tuổi trong thập niên 90. Đối với cùng một nhân khẩu học, điều này so sánh với 4% số ca tử vong cho phần còn lại của thế giới. Nghiên cứu cho biết mức tiêu thụ rượu vào giữa những năm 90 ở Nga trung bình 10,5 lít, và dựa trên các cuộc phỏng vấn cá nhân được thực hiện tại ba thành phố công nghiệp Siberia, Barnaul, Biysk và Omsk. Nhiều nghiên cứu gần đây đã xác nhận những phát hiện này.
Theo ấn phẩm Nhân khẩu học của Nga, tỷ lệ tử vong nam tăng là xu hướng dài hạn từ năm 1960 đến năm 2005. Sự đảo ngược đáng kể duy nhất của xu hướng là do chiến dịch chống rượu của Mikhail Gorbachev gây ra, nhưng hiệu quả của nó là chỉ tạm thời thôi. Theo công bố, tỷ lệ tử vong tăng mạnh vào đầu những năm 1990 là do sự cạn kiệt của hiệu ứng của chiến dịch chống rượu, trong khi cải cách thị trường chỉ có tầm quan trọng thứ yếu. Các tác giả cũng tuyên bố nghiên cứu của Lancet là thiếu sót vì nó đã sử dụng tỷ lệ tử vong năm 1985 làm căn cứ, trong khi thực tế đó là hiệu quả tối đa của chiến dịch chống rượu.
Các yếu tố khác góp phần vào sự sụp đổ, cùng với các vấn đề kinh tế, bao gồm sự tàn lụi của một nhóm người tương đối lớn sinh ra từ năm 1925 đến 1940 (giữa Nội chiến Nga và Thế chiến II), khi tỷ lệ sinh của Nga rất cao, cùng với, trớ trêu thay, một "tiếng vang bùng nổ" trong những năm 1980 có thể đã thỏa mãn nhu cầu của phụ nữ đối với trẻ em, dẫn đến tỷ lệ sinh giảm sau đó.
Các biện pháp của chính phủ để ngăn chặn cuộc khủng hoảng nhân khẩu học là một chủ đề chính của tình trạng quốc gia năm 2006 của Vladimir Putin. Do đó, một chương trình quốc gia đã được phát triển với mục tiêu đảo ngược xu hướng vào năm 2020. Ngay sau đó, một nghiên cứu được công bố vào năm 2007 cho thấy tốc độ giảm dân số đã bắt đầu chậm lại: nếu giảm ròng từ tháng 1 đến tháng 8 Năm 2006 là 408.200 người, là 196.600 người trong cùng kỳ năm 2007. Tỷ lệ tử vong chiếm tới 357.000 người trong số này, thấp hơn 137.000 so với năm 2006.
Cùng thời điểm này trong năm 2007, chỉ có hơn một triệu ca sinh ở Nga (981.600 vào năm 2006), trong khi tử vong giảm từ 1.485.000 xuống còn 1.402.300. Tổng cộng, số ca tử vong đã vượt quá số ca sinh gấp 1,3 lần, giảm so với 1,5 trong năm 2006. 18 trong số 83 tỉnh cho thấy sự gia tăng dân số tự nhiên (năm 2006: 16). Bộ Phát triển Kinh tế Nga bày tỏ hy vọng đến năm 2020, dân số sẽ ổn định ở mức 138 Lại139 triệu và đến năm 2025, sẽ tăng trở lại mức hiện tại là 143 Phản145, đồng thời nâng tuổi thọ lên 75 năm.
Sự suy giảm dân số tự nhiên tiếp tục chậm lại trong năm 20082012 do tỷ lệ tử vong giảm và tỷ lệ sinh tăng. Trong năm 2009, dân số đã tăng trưởng hàng năm lần đầu tiên sau 15 năm. Vào tháng 9 năm 2009, Bộ Y tế và Phát triển xã hội báo cáo rằng Nga đã ghi nhận mức tăng dân số tự nhiên lần đầu tiên sau 15 năm, với 1.000 ca sinh nhiều hơn so với tử vong vào tháng 8. Vào tháng 4 năm 2011, Thủ tướng Nga (Tổng thống Nga tính đến năm 2012) Vladimir Putin đã cam kết chi 1,5 nghìn tỷ rúp (32,5 tỷ bảng Anh hoặc 54 tỷ USD) cho các biện pháp khác nhau để tăng tỷ lệ sinh giảm của Nga lên 30% trong bốn lần tiếp theo năm
Năm 2012, tỷ lệ sinh tăng trở lại. Nga đã ghi nhận 1.896.263 ca sinh, con số cao nhất kể từ năm 1990, và thậm chí vượt quá số sinh hàng năm trong giai đoạn 1967 Tắt1969, với TFR là 1.691, cao nhất kể từ năm 1991. (Nguồn: Bảng thống kê quan trọng dưới đây). Trên thực tế, Nga, mặc dù chỉ có nhiều người hơn Nhật Bản một chút, gần đây đã có gần gấp đôi số lần sinh như đất nước đó. Số lần sinh dự kiến sẽ giảm trong vài năm tới vì phụ nữ sinh vào thời kỳ sinh nở vào những năm 1990 bước vào những năm sinh nở chính, nhưng điều này đã không xảy ra nhờ sự tăng trưởng liên tục của TFR. Các số liệu trong năm 2013-2015 một lần nữa cho thấy khoảng 1,9 triệu ca sinh, tương đương với năm 2012, nhưng vì số phụ nữ trong độ tuổi sinh đẻ đang giảm, đặc biệt là đối với những người ở độ tuổi 20, TFR thực sự đã tăng lên 1.777, nơi đặt Nga tại 9 hoặc 10 quốc gia đầu tiên trong số 50 quốc gia phát triển và ở vị trí thứ 6 ở châu Âu.
Năm 2017, số ca sinh đã giảm vì một cuộc suy thoái khác xảy ra ở Nga bắt đầu từ năm 2014. Tuy nhiên, số ca tử vong cũng giảm do cải thiện sức khỏe.

## Tuổi thọ
Tuổi thọ của Người Nga đều phụ thuộc vào sức khỏe của họ.
| Tuổi thọ | Dân số (triệu) | %   |
| -------- | -------------- | --- |
| 0-4      | 6,867          | 4.8 |
| 5-9      | 6,536          | 4.5 |
| 10-14    | 8,469          | 5.9 |
| 15-19    | 12,241         | 8.5 |
| 20-24    | 12,267         | 8.6 |
| 25-29    | 10,881         | 7,6 |
| 30-34    | 10,211         | 7.1 |
| 35-39    | 9,412          | 6.6 |
| 40-44    | 11,665         | 8.1 |
| 45-49    | 11,885         | 8.3 |
| 50-54    | 10,518         | 7.3 |
| 55-59    | 7,656          | 5.3 |
| 60-64    | 5,179          | 3.6 |
| 65-69    | 7,510          | 5.2 |
| > 70     | 12,177         | 8.5 |
| Toàn bộ  | 143474         | 100 |